# Roca Lleuda
Roca Lleuda és una muntanya de 1.587,9 metres que es troba al límit dels municipis de Salàs de Pallars i Tremp, a la comarca del Pallars Jussà. En aquest darrer terme, és en el lloc que feia de límit entre els antics termes de Gurp de la Conca, del Pallars Jussà, i Espluga de Serra, de l'Alta Ribagorça.
Es troba a l'extrem occidental del terme de Salàs de Pallars, i és un dels cims més emblemàtics de la carena que separa les conques de la Noguera Pallaresa i de la Noguera Ribagorçana.